# Philiris nitens
Philiris nitens är en fjärilsart som beskrevs av Grose-smith 1898. Philiris nitens ingår i släktet Philiris och familjen juvelvingar. Inga underarter finns listade i Catalogue of Life.